# Constable & Robinson
Constable & Robinson Ltd. est un éditeur de livres et d'ebooks britannique, appartenant à Little, Brown Book Group (Groupe Hachette UK).

## Histoire
Fondée à Édimbourg en 1795 par Archibald Constable sous la marque Constable & Co., elle se développe durant presque deux siècles, avec ses descendants à sa tête. Le fils d'Archibald, Thomas, puis, son petit-fils, Archibald, sous la raison sociale de Constable & Co. poursuivent l'expansion de la maison. En 1897, elle publie le roman Dracula de Bram Stocker. En mai 1894, elle reprend l'édition du magazine The Artist.
De 1936 à 1962, Ralph Arnold en est l'éditeur principal.
Constable & Co. fusionne en 1999 avec Robinson Publishing Ltd fondé par Nick Robinson en 1983. 
Constable & Co. fut longtemps le plus ancien éditeur indépendant dans le monde anglophone opérant sous le nom de son fondateur.